# UCI Europe Tour 2016
El UCI Europe Tour 2016 fue la duodécima edición del calendario ciclístico internacional europeo. Comenzó el 28 de enero en España, con el Trofeo Trofeo Campos-Santañí-Las Salinas perteneciente a la Challenge Ciclista a Mallorca y finalizó el 23 de octubre en Francia con la Chrono des Nations.
El ganador final fue el belga Baptiste Planckaert, por equipos se impuso el Wanty-Groupe Gobert, Bélgica e Italia se llevaron la clasificación por países y países sub-23 respectivamente.

## Equipos
Los equipos que pueden participar en las diferentes carreras dependen de la categoría de las mismas. A mayor nivel de una carrera pueden participar equipos de más nivel. Por ejemplo los equipos UCI ProTeam, solo pueden participar de las carreras .HC y .1 y tienen cupo limitado de equipos para competir. 
| Categoría      | Categoría                       | Equipos |
| -------------- | ------------------------------- | --- |
| .HC            | 1.HC (Carrera de un día)        | * ProTeam (max 70%) * Profesionales Continentales * Continentales del país de la carrera * Continentales extranjeros (máximo 2 equipos) * Selecciones nacionales                               |
| .HC            | 2.HC (Carrera de varios días)   | * ProTeam (max 70%) * Profesionales Continentales * Continentales del país de la carrera * Continentales extranjeros (máximo 2 equipos) * Selecciones nacionales                               |
| .1             | 1.1 (Carrera de un día)         | * ProTeam (max 50%) * Profesionales Continentales * Continentales * Selecciones nacionales |
| .1             | 2.1 (Carrera de varios días)    | * ProTeam (max 50%) * Profesionales Continentales * Continentales * Selecciones nacionales |
| .2             | 1.2 (Carrera de un día)         | * Profesionales Continentales del país de la carrera * Profesionales Continentales extranjeros (máximo 2 equipos) * Continentales * Selecciones nacionales * Selecciones regionales * Amateurs |
| .2             | 2.2 (Carrera de varios días)    | * Profesionales Continentales del país de la carrera * Profesionales Continentales extranjeros (máximo 2 equipos) * Continentales * Selecciones nacionales * Selecciones regionales * Amateurs |
| .Ncup (sub-23) | 1.Ncup (Carrera de un día)      | * Selecciones nacionales * Selecciones mixtas |
| .Ncup (sub-23) | 2.Ncup (Carrera de varios días) | * Selecciones nacionales * Selecciones mixtas |

Para favorecer la invitación a los equipos más humildes, la Unión Ciclista Internacional publicó el 21 de enero de 2016 un "ranking ficticio" de los equipos Continentales, sobre la base de los puntos obtenidos por sus ciclistas en la temporada anterior. Los organizadores de carreras .2 deben obligatoriamente invitar a los 3 primeros de ese ranking y de esta forma pueden acceder a un mayor número de carreras. En este circuito los invitados automáticamente a carreras de categoría .2 fueron el Kolss-BDC Team, Wallonie-Bruxelles y Verandas Willems Cycling Team, aunque a diferencia del UCI WorldTour los equipos pueden rechazar dicha invitación.

## Carreras y categorías

### Carreras suspendidas o eliminadas
El cronograma inicial del calendario era de 394 carreras, debido a ello es con amplitud el circuito que más carreras contiene, aunque a lo largo de la temporada 11 fueron suspendidas. La siguiente es la lista de algunas de esas competiciones que por diversos motivos finalmente no se disputaron:
| 25-20 de mayo | Vuelta a Baviera         | 2.HC | Financiera |
| 28 de mayo    | Horizon Park Race Maïdan | 1.2  |            |
| 5 de junio    | Coppa della Pace         | 1.2  |            |

Tras estas anulaciones el calendario fue de 283 carreras.

### Categorías
Fueron 40 carreras de la máxima categoría, cuatro más que en la edición anterior. En esta temporada ninguna carrera baja de categoría y por el contrario se suman a esta lista cuatro competiciones, en la categoría 1.HC (carreras de un día) se encuentra la Kuurne-Bruselas-Kuurne, la Nokere Koerse y el Gran Premio de Denain, las dos primeras disputadas en Bélgica y la última en Francia; y en la categoría 2.HC (carreras de varios días) asciende el Tour de Eurométropole, que es otra competencia belga. Por otra parte la Vuelta a Baviera, que en principio estaba en el calendario como carrera de máxima categoría, no consiguió el presupuesto necesario y fue suspendida. En el siguiente cuadro se muestran las carreras con mayor puntuación de esta edición del UCI Europe Tour ordenado por países, para el resto de las competiciones véase: Carreras del UCI Europe Tour 2016
| Carrera                         | Categoría |
| ------------------------------- | --------- |
| Vuelta a Baviera                | 2.HC      |
| Gran Premio de Fráncfort        | 1.HC      |
| Giro de Münsterland             | 1.HC      |
| Vuelta a Austria                | 2.HC      |
| Omloop Het Nieuwsblad           | 1.HC      |
| Kuurne-Bruselas-Kuurne          | 1.HC      |
| Nokere Koerse                   | 1.HC      |
| A través de Flandes             | 1.HC      |
| Tres Días de La Panne           | 2.HC      |
| Scheldeprijs                    | 1.HC      |
| Flecha Brabanzona               | 1.HC      |
| Vuelta a Bélgica                | 2.HC      |
| Tour de Valonia                 | 2.HC      |
| Brussels Cycling Classic        | 1.HC      |
| Gran Premio Impanis-Van Petegem | 1.HC      |
| Tour de Eurométropole           | 2.HC      |
| Vuelta a Dinamarca              | 2.HC      |
| Vuelta a Burgos                 | 2.HC      |
| Critérium Internacional         | 2.HC      |
| Gran Premio de Denain           | 1.HC      |
| Cuatro Días de Dunkerque        | 2.HC      |
| Gran Premio de Fourmies         | 1.HC      |
| París-Tours                     | 1.HC      |

| Carrera                                                                | Categoría |
| ---------------------------------------------------------------------- | --------- |
| RideLondon-Surrey Classic                                              | 1.HC      |
| Vuelta a Gran Bretaña                                                  | 2.HC      |
| Trofeo Laigueglia                                                      | 1.HC      |
| Strade Bianche                                                         | 1.HC      |
| Giro del Trentino                                                      | 2.HC      |
| Tre Valli Varesine                                                     | 1.HC      |
| Milán-Turín                                                            | 1.HC      |
| Giro del Piemonte                                                      | 1.HC      |
| Giro de Emilia                                                         | 1.HC      |
| Gran Premio Bruno Beghelli                                             | 1.HC      |
| Gran Premio Nobili Rubinetterie-Coppa Papà Carlo-Coppa Città di Stresa | 1.HC      |
| Tour de Luxemburgo                                                     | 2.HC      |
| Tour de Noruega                                                        | 2.HC      |
| Arctic Race de Noruega                                                 | 2.HC      |
| Gran Premio de Lugano                                                  | 1.HC      |
| G. P. Kanton Aargau                                                    | 1.HC      |
| Tour de Turquía                                                        | 2.HC      |

Además, los campeonatos nacionales de ruta y contrarreloj de países europeos también puntuaron para el UCI Europe Tour.

## Calendario

### Enero
| Fecha | Carrera                            | Cat. | Ganador            | Equipo           |
| ----- | ---------------------------------- | ---- | ------------------ | ---------------- |
| 28    | Trofeo Campos-Santañí-Las Salinas  | 1.1  | André Greipel      | Lotto-Soudal     |
| 29    | Trofeo Pollensa-Puerto de Andrach  | 1.1  | Gianluca Brambilla | Etixx-Quick Step |
| 30    | Trofeo Serra de Tramontana         | 1.1  | Fabian Cancellara  | Trek-Segafredo   |
| 31    | Gran Premio Ciclista la Marsellesa | 1.1  | Dries Devenyns     | IAM              |
| 31    | Trofeo Palma                       | 1.1  | André Greipel      | Lotto Soudal     |

### Febrero
| Fecha | Carrera                           | Cat. | Ganador            | Equipo              |
| ----- | --------------------------------- | ---- | ------------------ | ------------------- |
| 3-7   | Estrella de Bessèges              | 2.1  | Jérôme Coppel      | IAM                 |
| 3-7   | Vuelta a la Comunidad Valenciana  | 2.1  | Wout Poels         | Sky                 |
| 7     | Gran Premio Costa de los Etruscos | 1.1  | Grega Bole         | Nippo-Vini Fantini  |
| 11-14 | Tour del Mediterráneo             | 2.1  | Andriy Grivko      | Astana              |
| 13    | Vuelta a Murcia                   | 1.1  | Philippe Gilbert   | BMC Racing          |
| 14    | Clásica de Almería                | 1.1  | Leigh Howard       | IAM                 |
| 14    | GP Laguna                         | 1.2  | Filippo Ganna      | Colpack             |
| 14    | Trofeo Laigueglia                 | 1.HC | Andrea Fedi        | Southeast-Venezuela |
| 17-21 | Vuelta a Andalucía                | 2.1  | Alejandro Valverde | Movistar            |
| 17-21 | Vuelta al Algarve                 | 2.1  | Geraint Thomas     | Sky                 |
| 20-21 | Tour de Haut-Var                  | 2.1  | Arthur Vichot      | FDJ                 |
| 23-25 | Tour La Provence                  | 2.1  | Thomas Voeckler    | Direct Énergie      |
| 27    | Clásica Sur Ardèche               | 1.1  | Petr Vakoč         | Etixx-Quick Step    |
| 27    | Omloop Het Nieuwsblad             | 1.HC | Greg Van Avermaet  | BMC Racing          |
| 28    | La Drôme Classic                  | 1.1  | Petr Vakoč         | Etixx-Quick Step    |
| 28    | Gran Premio Izola                 | 1.2  | Jure Golčer        | Adria Mobil         |
| 28    | Kuurne-Bruselas-Kuurne            | 1.HC | Jasper Stuyven     | Trek-Segafredo      |
| 28    | Gran Premio de Lugano             | 1.HC | Sonny Colbrelli    | Bardiani CSF        |

### Marzo
| Fecha | Carrera                                      | Cat.   | Ganador             | Equipo                      |
| ----- | -------------------------------------------- | ------ | ------------------- | --------------------------- |
| 2     | Le Samyn                                     | 1.1    | Niki Terpstra       | Etixx-Quick Step            |
| 2     | Trofej Umag-Umag Trophy                      | 1.2    | Jonas Bokeloh       | Klein Constantia            |
| 4-6   | Tres Días de Flandes Occidental              | 2.1    | Sean De Bie         | Lotto Soudal                |
| 5     | Strade Bianche                               | 1.HC   | Fabian Cancellara   | Trek-Segafredo              |
| 5     | Porec Trophy                                 | 1.2    | Matej Mugerli       | Synergy Baku                |
| 5     | Ster van Zwolle                              | 1.2    | Jeff Vermeulen      | Jo Piels                    |
| 6     | Gran Premio Industria y Artigianato-Larciano | 1.1    | Simon Clarke        | Cannondale                  |
| 6     | Gran Premio Villa de Lillers                 | 1.2    | Stijn Steels        | Topsport Vlaanderen-Baloise |
| 10-13 | Istrian Spring Trophy                        | 2.2    | Olivier Pardini     | Wallonie-Bruxelles          |
| 12    | Tour de Drenthe                              | 1.1    | Jesper Asselman     | Roompot Oranje Peloton      |
| 12-13 | Gran Premio Liberty Seguros                  | 2.2    | August Jensen       | Coop-Oster Hus              |
| 13    | París-Troyes                                 | 1.2    | Rudy Barbier        | Roubaix Lille Métropole     |
| 13    | Dorpenomloop Rucphen                         | 1.2    | Aidis Kruopis       | Verandas Willems            |
| 16-20 | Vuelta al Alentejo                           | 2.2    | Enric Mas           | Klein Constantia            |
| 16    | Nokere Koerse                                | 1.HC   | Timothy Dupont      | Verandas Willems            |
| 18    | Handzame Classic                             | 1.1    | Erik Baška          | Tinkoff                     |
| 19    | Clásica de Loire-Atlantique                  | 1.1    | Anthony Turgis      | Cofidis, Solutions Crédits  |
| 20    | Gran Premio Cholet-Pays de Loire             | 1.1    | Rudy Barbier        | Roubaix Lille Métropole     |
| 21-27 | Tour de Normandía                            | 2.2    | Baptiste Planckaert | Wallonie-Bruxelles          |
| 23    | A través de Flandes                          | 1.HC   | Jens Debusschere    | Lotto Soudal                |
| 24-27 | Semana Coppi e Bartali                       | 2.1    | Sergey Firsanov     | Gazprom-RusVelo             |
| 26-27 | Critérium Internacional                      | 2.HC   | Thibaut Pinot       | FDJ                         |
| 27    | Gante-Wevelgem sub-23                        | 1.Ncup | Mads Pedersen       | Stölting Service Group      |
| 28    | Giro del Belvedere                           | 1.2U   | Patrick Müller      | BMC Development             |
| 29    | Gran Premio Palio del Recioto                | 1.2U   | Ruben Guerreiro     | Axeon Hagens Berman         |
| 29-31 | Tres Días de La Panne                        | 2.HC   | Lieuwe Westra       | Astana                      |

### Abril
| Fecha | Carrera                         | Cat.   | Ganador               | Equipo                 |
| ----- | ------------------------------- | ------ | --------------------- | ---------------------- |
| 1     | Route Adélie                    | 1.1    | Bryan Coquard         | Direct Énergie         |
| 1-3   | Tríptico de Montes y Castillos  | 2.2    | Mads Würtz            | Trefor                 |
| 2     | Volta Limburg Classic           | 1.1    | Floris Gerts          | BMC Racing             |
| 2     | Gran Premio Miguel Induráin     | 1.1    | Ion Izagirre          | Movistar               |
| 3     | Vuelta a La Rioja               | 1.1    | Michael Matthews      | Orica GreenEDGE        |
| 3     | París-Camembert                 | 1.1    | Cyril Gautier         | AG2R La Mondiale       |
| 3     | Gran Premio Adria Mobil         | 1.2    | Filippo Fortin        | GM Europa Ovini        |
| 3     | Trofeo Banca Popular de Vicenza | 1.2U   | Tao Geoghegan Hart    | Axeon Hagens Berman    |
| 5-8   | Circuito de la Sarthe           | 2.1    | Marc Fournier         | FDJ                    |
| 6     | Scheldeprijs                    | 1.HC   | Marcel Kittel         | Etixx-Quick Step       |
| 8-10  | Circuito de las Ardenas         | 2.2    | Olivier Pardini       | Wallonie-Bruxelles     |
| 9     | Tour de Flandes sub-23          | 1.Ncup | David Per             | Adria Mobil            |
| 10    | Klasika Primavera               | 1.1    | Giovanni Visconti     | Movistar               |
| 13    | Flecha Brabanzona               | 1.HC   | Petr Vakoč            | Etixx-Quick Step       |
| 13-17 | Tour de Loir-et-Cher            | 2.2    | Patrick Schelling     | Voralberg              |
| 14    | Gran Premio de Denain           | 1.HC   | Daniel McLay          | Fortuneo-Vital Concept |
| 14-17 | Tour de Mersin                  | 2.2    | Nazim Bakirci         | Torku Sekerspor        |
| 15-17 | Vuelta a Castilla y León        | 2.1    | Alejandro Valverde    | Movistar               |
| 15-16 | ZLM Tour                        | 2.Ncup | Amund Grondahl        | Joker                  |
| 16    | Lieja-Bastoña-Lieja sub-23      | 1.2U   | Logan Owen            | Axeon Hagens Berman    |
| 16    | Tour de Finisterre              | 1.1    | Baptiste Planckaert   | Wallonie-Bruxelles     |
| 16    | Trofeo Edil C                   | 1.2    | Vincenzo Albanese     | Hopplà Petroli Firenze |
| 17    | Tro Bro Leon                    | 1.1    | Martin Mortensen      | One                    |
| 17    | Giro de los Apeninos            | 1.1    | Serguéi Firsánov      | Gazprom-RusVelo        |
| 17    | Vuelta a Holanda Septentrional  | 1.2    | Mathias Westergaard   | Almeborg-Bornholm      |
| 19-22 | Giro del Trentino               | 2.HC   | Mikel Landa           | Sky                    |
| 19-24 | Tour de Croacia                 | 2.1    | Matija Kvasina        | Synergy Baku           |
| 23    | Memorial Arno Wallaard          | 1.2    | Maarten Van Trijp     | Metec-KH               |
| 23    | Bania Luka-Belgrado I           | 1.2    | Vitaliy Buts          | Kolss-BDC Team         |
| 24    | Belgrade Banjaluka II           | 1.2    | Filippo Fortin        | GM Europa Ovini        |
| 24    | GP Slovakia                     | 1.2    | Andriy Kulyk          | Kolss-BDC              |
| 24    | Rutland-Melton Classic          | 1.2    | Conor Dunne           | JLT Condor             |
| 24    | La Roue Tourangelle             | 1.1    | Samuel Dumoulin       | Ag2r La Mondiale       |
| 24    | Paris-Mantes-en-Yvelines        | 1.2    | Paul Ourselin         |                        |
| 25    | Gran Premio della Liberazione   | 1.2U   | Vincenzo Albanese     |                        |
| 24-01 | Tour de Turquía                 | 2.HC   | José Gonçalves        | Caja Rural-Seguros RGA |
| 25-01 | Tour de Bretaña                 | 2.2    | Adrien Costa          | Axeon Hagens Berman    |
| 29-03 | Carpathia Couriers Paths        | 2.2U   | Hamish Schreurs       | Klein Constantia       |
| 29    | Himmerland Rundt                | 1.2    | Jonas Gregaard Wilsly | Riwal Platform         |
| 29-01 | Tour de Yorkshire               | 2.1    | Thomas Voeckler       | Direct Énergie         |
| 30-02 | Vuelta a Asturias               | 2.1    | Hugh Carthy           | Caja Rural-Seguros RGA |
| 30    | GP Viborg                       | 1.2    | Johim Ariesen         | Metec-TKH-Mantel       |
| 30    | Tour de Zuidenveld              | 1.2    | Elmar Reinders        | Jo Piels               |

### Mayo
| Fecha | Carrera                                                           | Cat. | Ganador            | Equipo                      |
| ----- | ----------------------------------------------------------------- | ---- | ------------------ | --------------------------- |
| 1     | Memoriał Andrzeja Trochanowskiego                                 | 1.2  | Alois Kaňkovský    | Whirpool Author             |
| 1     | Gran Premio de Fráncfort                                          | 1.HC | Alexander Kristoff | Katusha                     |
| 1     | Gran Premio de Fráncfort sub-23                                   | 1.2U | Konrad Geßner      |                             |
| 1     | Skive-Løbet                                                       | 1.2  | Johim Ariesen      | Metec-TKH-Mantel            |
| 1     | Circuito del Porto-Trofeo Arvedi                                  | 1.2  | Marco Maronese     | Zalf-Euromobil-Desiree-Fior |
| 2     | Memoriał Romana Siemińskiego                                      | 1.2  | Mykhailo Kononenko | Kolss-BDC                   |
| 4-8   | Flèche du Sud                                                     | 2.2  | Sérgio Sousa       | Vorarlberg                  |
| 4-8   | Tour de Azerbaiyán                                                | 2.1  | Markus Eibegger    | Felbermayr-Simplon Wels     |
| 4-8   | Cuatro Días de Dunkerque                                          | 2.HC | Bryan Coquard      | Direct Énergie              |
| 5     | Dwars door de Vlaamse Ardennen                                    | 1.2  | Timothy Dupont     | Veranda's Willems           |
| 6-8   | CCC Tour-Grody Piastowskie                                        | 2.2  | Oleksandr Polivoda | Kolss-BDC                   |
| 7     | Sundvolden GP                                                     | 1.2  | Andreas Vangstad   | Sparebanken Sor             |
| 7-8   | Vuelta a la Comunidad de Madrid                                   | 2.1  | Juanjo Lobato      | Movistar                    |
| 8     | Trofeo Ciudad de San Vendemiano                                   | 1.2U | Simone Consonni    | Colpack                     |
| 8     | Flecha de las Ardenas                                             | 1.2  | Jeroen Meijers     | Rabobank Development        |
| 8     | Ringerike GP                                                      | 1.2  | Trond Trondsen     | Sparebanken Sor             |
| 12-15 | Rhône-Alpes Isère Tour                                            | 2.2  | Lennard Hofstede   | Rabobank Development        |
| 13-15 | Tour de Picardie                                                  | 2.1  | Nacer Bouhanni     | Cofidis, Solutions Crédits  |
| 13-15 | Gran Premio Internacional de Fronteras y la Sierra de la Estrella | 2.1  | Joni Brandão       | Efapel                      |
| 13-16 | Tour de Berlín                                                    | 2.2U | Rémi Cavagna       | Klein Constantia            |
| 14    | Scandinavian Race Uppsala                                         | 1.2  | Syver Waersted     | Ringeriks-Kraft             |
| 14    | Visegrad 4 Bicycle Race - GP Polski                               | 1.2  | Lukasz Owsian      | CCC Sprandi Polkowice       |
| 14    | Tour de Overijssel                                                | 1.2  | Aidis Kruopis      | Veranda's Willems           |
| 15    | Gran Premio Criquielion                                           | 1.2  | Timothy Dupont     | Veranda's Willems           |
| 15    | Gran Premio Industrias del Mármol                                 | 1.2  | Damiano Cima       |                             |
| 15    | Visegrad 4 Bicycle Race - GP Czech Republic                       | 1.2  | Marek Rutkiewicz   | Wibatech Fuji               |
| 18-22 | Bałtyk-Karkonosze Tour                                            | 2.2  | Mateusz Taciak     | CCC Sprandi Polkowice       |
| 18-22 | Tour de Noruega                                                   | 2.HC | Pieter Weening     | Roompot Oranje Peloton      |
| 19-22 | Tour de Bihor                                                     | 2.2  | Egan Bernal        | Androni Giocattoli-Sidermec |
| 19-22 | Ronde de l'Isard d'Ariège                                         | 2.2U | Bjorg Lambrecht    | Lotto-Soudal U23            |
| 20-22 | París-Arrás Tour                                                  | 2.2  | Aidis Kruopis      | Veranda's Willems           |
| 21    | Tour de Berna                                                     | 1.2  | Enrico Salvador    | Unieuro Wilier              |
| 22    | Velothon Wales                                                    | 1.1  | Thomas Stewart     | Madison Genesis             |
| 22    | Gran Premio de la Somme                                           | 1.1  | Daniel McLay       | Fortuneo-Vital Concept      |
| 22    | Omloop der Kempen                                                 | 1.2  | Oscar Riesebeek    | Metec-TKH p/b Mantel        |
| 22-29 | An Post Rás                                                       | 2.2  | Clemens Fankhauser | Tirol                       |
| 25-29 | Vuelta a Bélgica                                                  | 2.HC | Dries Devenyns     | IAM                         |
| 27    | Horizon Park Race for Peace                                       | 1.2  | Vitaliy Buts       | Kolss-BDC                   |
| 27-28 | Tour de Estonia                                                   | 2.1  | Grzegorz Stępniak  | CCC Sprandi Polkowice       |
| 27-29 | Tour de Gironde                                                   | 2.2  | Amund Grondahl     | Joker                       |
| 28    | Gran Premio de Plumelec-Morbihan                                  | 1.1  | Samuel Dumoulin    | Ag2r La Mondiale            |
| 29    | París-Roubaix sub-23                                              | 1.2U | Filippo Ganna      |                             |
| 29    | Horizon Park Classic                                              | 1.2  | Mykhailo Kononenko | Kolss-BDC                   |
| 29    | Boucles de l'Aulne                                                | 1.1  | Samuel Dumoulin    | Ag2r La Mondiale            |
| 31-2  | Tour de Ucrania                                                   | 2.2  | Sergiy Lagkuti     | Kolss-BDC                   |

### Junio
| Fecha | Carrera                                                | Cat.   | Ganador             | Equipo                        |
| ----- | ------------------------------------------------------ | ------ | ------------------- | ----------------------------- |
| 1-5   | Tour de Luxemburgo                                     | 2.HC   | Maurits Lammertink  | Roompot Oranje Peloton        |
| 2-5   | Boucles de la Mayenne                                  | 2.1    | Bryan Coquard       | Direct Énergie                |
| 3-5   | Carrera de la Paz sub-23                               | 2.Ncup | David Gaudu         |                               |
| 4     | Gran Premio de Vínnitsa                                | 1.2    | Siarhei Papok       | Minsk CC                      |
| 4     | Hets Hatsafon                                          | 1.2    | Gabay Guy           | Cycling Academy               |
| 4     | Heistse Pijl                                           | 1.1    | Dylan Groenewegen   | LottoNL-Jumbo                 |
| 5     | Memorial Philippe Van Coningsloo                       | 1.2    | Timothy Dupont      | Veranda's Willems             |
| 5     | Gran Premio ISD                                        | 1.2    | Nurbolat Kulimbetov | Astana City                   |
| 7-12  | Tour de Eslovaquia                                     | 2.2    | Mauro Finetto       | Unieuro Wilier                |
| 9-12  | Ronde de l'Oise                                        | 2.2    | Antonio Parrinello  | d'Amico-Bottecchia            |
| 9     | G. P. Kanton Aargau                                    | 1.HC   | Giacomo Nizzolo     | Trek-Segafredo                |
| 10-12 | Tour de Malopolska                                     | 2.2    | Mateusz Taciak      | CCC Sprandi Polkowice         |
| 11    | Tour de Fyen                                           | 1.2    | Mads Pedersen       | Stölting Service Group        |
| 12    | G. P. Horsens                                          | 1.2    | Alexander Kamp      | Stölting Service Group        |
| 12    | Tour de Limburgo                                       | 1.1    | Kenny Dehaes        | Wanty-Groupe Gobert           |
| 12    | Vuelta a Colonia                                       | 1.1    | Dylan Groenewegen   | LottoNL-Jumbo                 |
| 14-19 | Vuelta a Serbia                                        | 2.2    | Matej Mugerli       | Synergy Baku                  |
| 15-19 | Ster ZLM Toer                                          | 2.1    | Sep Vanmarcke       | LottoNL-Jumbo                 |
| 16-19 | Oberösterreichrundfahrt                                | 2.2    | Stephan Rabitsch    | Felbermayr-Simplon Wels       |
| 16-19 | Tour de Eslovenia                                      | 2.1    | Rein Taaramäe       | Katusha                       |
| 16-19 | Ruta del Sur                                           | 2.1    | Nairo Quintana      | Movistar                      |
| 16-19 | Tour de Saboya                                         | 2.2    | Enric Mas           | Klein Constantia              |
| 18    | Memoriał im. J. Grundmanna i J. Wizowskiego            | 1.2    | Vojtěch Hačecký     | Whirpool Author               |
| 19    | Korona Kocich Gór                                      | 1.2    | Mateusz Komar       | Dare 2B                       |
| 19    | Trofeo Beaumont                                        | 1.2    | Dion Smith          | ONE                           |
| 19    | Circuito de Valonia                                    | 1.2    | Kevin Laloulette    |                               |
| 22    | Halle-Ingooigem                                        | 1.1    | Dries De Bondt      | Verandas Willems Cycling Team |
| 28-3  | Tour de Hungría                                        | 2.2    | Mihkel Räim         | Cycling Academy               |
| 29    | Trofeo Internacional Jong Maar Moedig                  | 1.2    | Jérôme Baugnies     | Wanty-Groupe Gobert           |
| 29-2  | Carrera de la Solidaridad y de los Campeones Olímpicos | 2.2    | Yauhen Sobal        | Minsk CC                      |

### Julio
| Fecha | Carrera                                            | Cat.   | Ganador                  | Equipo                            |
| ----- | -------------------------------------------------- | ------ | ------------------------ | --------------------------------- |
| 2     | Omloop Het Nieuwsblad sub-23                       | 1.2    | Elias Van Breussegem     | Veranda's Willems                 |
| 2-9   | Vuelta a Austria                                   | 2.1    | Jan Hirt                 | CCC Sprandi Polkowice             |
| 3     | Balkan Elite Road Classics                         | 2.2    | Eugert Zhupa             | Wilier Triestina-Southeast        |
| 3     | París-Chauny                                       | 1.2    | Dieter Bouvry            | Roubaix-Lille Métropole           |
| 6-10  | Tour de Sibiu                                      | 2.1    | Nikolay Mihaylov         | CCC Sprandi Polkowice             |
| 7-10  | Gran Premio Torres Vedras-Trofeo Joaquim Agostinho | 2.2    | Rinaldo Nocentini        | Sporting Clube de Portugal/Tavira |
| 8     | Minsk Cup                                          | 1.2    | Alexandr Kulikovskiy     |                                   |
| 9     | Gran Premio de Minsk                               | 1.2    | Siarhei Papok            | Minsk CC                          |
| 9     | Gran Premio Stad Sint-Niklaas                      | 1.2    | Justin Jules             | Veranclassic-Ago                  |
| 10    | Giro del Medio Brenta                              | 1.2    | Fausto Masnada           |                                   |
| 13-17 | Giro del Valle de Aosta                            | 2.2U   | Kilian Frankiny          | BMC Development                   |
| 14-17 | Vuelta a Portugal del Futuro                       | 2.2U   | Wilson Enrique Rodríguez | Boyacá Raza De Campeones          |
| 17    | Trofeo Matteotti                                   | 1.1    | Vincenzo Albanese        |                                   |
| 20    | Gran Premio Pino Cerami                            | 1.1    | Jelle Wallays            | Lotto Soudal                      |
| 23-27 | Tour de Valonia                                    | 2.HC   | Dries Devenyns           | IAM                               |
| 24    | Gran Premio de la Villa de Pérenchies              | 1.2    | Timothy Dupont           | Veranda's Willems                 |
| 25    | Clásica de Ordizia                                 | 1.1    | Simon Yates              | Orica-BikeExchange                |
| 27-30 | Dookoła Mazowsza                                   | 2.2    | Matti Manninen           | Bliz-Merida                       |
| 27-31 | Tour de Alsacia                                    | 2.2    | Maximilian Schachmann    | Klein Constantia                  |
| 27-31 | Vuelta a Dinamarca                                 | 2.HC   | Michael Valgren          | Tinkoff                           |
| 27-7  | Vuelta a Portugal                                  | 2.1    | Rui Vinhas               | W52-FC Porto-Porto Canal          |
| 30-1  | Kreiz Breizh Elites                                | 2.2    | Jeroen Meijers           | Rabobank Development              |
| 31    | Circuito de Guecho                                 | 1.1    | Diego Ulissi             | Lampre-Merida                     |
| 31    | Gran Premio de Kranj                               | 1.2    | Mattia De Marchi         |                                   |
| 31    | Trofeo Almar                                       | 1.Ncup | Alexandr Kulikovskiy     |                                   |
| 31    | RideLondon-Surrey Classic                          | 1.HC   | Tom Boonen               | Etixx-Quick Step                  |
| 31    | Polynormande                                       | 1.1    | Baptiste Planckaert      | Wallonie-Bruxelles                |
| 31    | Rad am Ring                                        | 1.1    | Paul Voss                | Bora-Argon 18                     |

### Agosto
| Fecha | Carrera                          | Cat.   | Ganador              | Equipo                      |
| ----- | -------------------------------- | ------ | -------------------- | --------------------------- |
| 2-6   | Vuelta a Burgos                  | 2.HC   | Alberto Contador     | Tinkoff                     |
| 5     | Dwars door het Hageland          | 1.1    | Niki Terpstra        | Etixx-Quick Step            |
| 6     | Tour de Ribas                    | 1.2    | Andriy Vasylyuk      | Kolss-BDC                   |
| 7     | Odessa Grand Prix                | 1.2    | Oleksandr Prevar     | Kolss-BDC                   |
| 7     | Antwerpse Havenpijl              | 1.2    | Timothy Dupont       | Veranda's Willems           |
| 10-13 | Tour de l'Ain                    | 2.1    | Sam Oomen            | Giant-Alpecin               |
| 11-14 | Tour de la República Checa       | 2.1    | Diego Ulissi         | Lampre-Merida               |
| 11-13 | Tour de Szeklerland              | 2.2    | Kiril Pozdniakov     | Synergy Baku                |
| 11-14 | Arctic Race de Noruega           | 2.HC   | Gianni Moscon        | Sky                         |
| 13    | Memoriał Henryka Łasaka          | 1.2    | Paweł Franczak       | Verva ActiveJet             |
| 14    | Slag om Norg                     | 1.2    | Fabio Jakobsen       | SEG Racing Academy          |
| 14    | Puchar Uzdrowisk Karpackich      | 1.2    | Antonio Parrinello   | d'Amico-Bottecchia          |
| 14    | Gran Premio Sportivi di Poggiana | 1.2U   | Michael Storer       |                             |
| 15-18 | Tour de Ankara                   | 2.2    | Serkan Balkan        |                             |
| 16    | Gran Premio Capodarco            | 1.2U   | Jai Hindley          | Attaque Gusto               |
| 16-19 | Tour de Limousin                 | 2.1    | Joey Rosskopf        | BMC Racing                  |
| 17    | Copa de la ciudad de Offida      | 1.2U   | Enrico Salvador      | Unieuro Wilier              |
| 19    | Arnhem-Veenendaal Classic        | 1.1    | Dylan Groenewegen    | LottoNL-Jumbo               |
| 20    | Puchar Ministra Obrony Narodowej | 1.2    | Alois Kaňkovský      | Whirpool Author             |
| 20-27 | Tour del Porvenir                | 2.Ncup | David Gaudu          | Selección de Francia        |
| 21    | Gran Premio Jef Scherens         | 1.1    | Dimitri Claeys       | Wanty-Groupe Gobert         |
| 23    | Gran Premio de Marbriers         | 1.2    | Emiel Planckaert     | Lotto-Soudal U23            |
| 23-26 | Tour de Poitou-Charentes         | 2.1    | Sylvain Chavanel     | Direct Énergie              |
| 23    | Gran Premio Stad Zottegem        | 1.1    | Tim Merlier          | Crelan-Vastgoedservice      |
| 24    | Druivenkoers Overijse            | 1.1    | Jérôme Baugnies      | Wanty-Groupe Gobert         |
| 26-28 | Baltic Chain Tour                | 2.2    | Māris Bogdanovičs    | Rietumu-Delfin              |
| 27    | Omloop Mandel-Leie-Schelde       | 1.2    | Pieter Vanspeybrouck | Topsport Vlaanderen-Baloise |
| 27-28 | Ronde van Midden-Nederland       | 2.2    | Christopher Opie     | ONE                         |
| 28    | Schaal Sels                      | 1.1    | Wout van Aert        | Crelan-Vastgoedservice      |
| 28    | Croacia-Eslovenia                | 1.2    | Jannik Steimle       | Felbermayr-Simplon Wels     |
| 28-2  | Tour de Bulgaria                 | 2.2    | Marco Tecchio        | Unieuro Wilier              |
| 31-4  | Tour de los Fiordos              | 2.1    | Alexander Kristoff   | Katusha                     |

### Septiembre
| Fecha | Carrera                                | Cat. | Ganador                   | Equipo                      |
| ----- | -------------------------------------- | ---- | ------------------------- | --------------------------- |
| 3     | Brussels Cycling Classic               | 1.HC | Tom Boonen                | Etixx-Quick Step            |
| 4     | Gran Premio de Fourmies                | 1.HC | Marcel Kittel             | Etixx-Quick Step            |
| 4     | Kernen Omloop Echt-Susteren            | 1.2  | Daan Meijers              | Join's-De Rijke             |
| 4-11  | Vuelta a Gran Bretaña                  | 2.HC | Stephen Cummings          | Dimension Data              |
| 9-10  | East Bohemia Tour                      | 2.2  | Jan Tratnik               | Amplatz-BMC                 |
| 10    | De Kustpijl                            | 1.2  | Timothy Dupont            | Veranda's Willems           |
| 11    | Chrono Champenois                      | 1.2  | Daniel Westmattelmann     | Kuota-Lotto                 |
| 11    | Tour de Doubs                          | 1.1  | Samuel Dumoulin           | Ag2r La Mondiale            |
| 12    | Gran Premio Marcel Kint                | 1.2  | Jan-willem Van Schip      | Cyclingteam Join's-De Rijke |
| 14    | Gran Premio de Valonia                 | 1.1  | Tony Gallopin             | Lotto-Soudal                |
| 14    | Coppa Bernocchi                        | 1.1  | Giacomo Nizzolo           | Selección de Italia         |
| 14    | Campeonato Europeo Contrarreloj Sub-23 | CC   | Lennard Kämna             | Selección de Alemania       |
| 15    | Coppa Agostoni                         | 1.1  | Sonny Colbrelli           | Bardiani CSF                |
| 15    | Campeonato Europeo Contrarreloj        | CC   | Jonathan Castroviejo      | Selección de España         |
| 16    | Campeonato de Flandes                  | 1.1  | Timothy Dupont            | Veranda's Willems           |
| 17    | Memorial Marco Pantani                 | 1.1  | Francesco Gavazzi         | Androni Giocattoli-Sidermec |
| 17    | Gran Premio Impanis-Van Petegem        | 1.HC | Fernando Gaviria          | Etixx-Quick Step            |
| 17    | Campeonato Europeo en Ruta Sub-23      | CC   | Alexandr Riabushenko      | Selección de Bielorrusia    |
| 18    | Gran Premio de Isbergues               | 1.1  | Kristoffer Halvorsen      | Joker Byggtorget            |
| 18    | Campeonato Europeo en Ruta             | CC   | Peter Sagan               | Selección de Eslovaquia     |
| 20-21 | Giro de Toscana                        | 2.1  | Daniele Bennati           | Selección de Italia         |
| 22    | Coppa Sabatini                         | 1.1  | Sonny Colbrelli           | Bardiani CSF                |
| 24    | Giro de Emilia                         | 1.HC | Esteban Chaves            | Orica-BikeExchange          |
| 25    | Gran Premio Bruno Beghelli             | 1.HC | Nicola Ruffoni            | Bardiani CSF                |
| 25    | Gooikse Pijl                           | 1.2  | Aidis Kruopis             | Veranda's Willems           |
| 25    | Dúo Normando                           | 1.1  | Luke Durbridge Svein Tuft | Orica-BikeExchange          |
| 27    | Ruota d'Oro                            | 1.2U | Vincenzo Albanese         |                             |
| 27    | Tres Valles Varesinos                  | 1.HC | Sonny Colbrelli           | Bardiani CSF                |
| 27-2  | Tour de Olympia                        | 2.2U | Cees Bol                  | Rabobank Development        |
| 28    | Milán-Turín                            | 1.HC | Miguel Ángel López        | Astana                      |
| 29    | Giro del Piemonte                      | 1.HC | Giacomo Nizzolo           | Selección de Italia         |

### Octubre
| Fecha | Carrera                     | Cat. | Ganador           | Equipo                     |
| ----- | --------------------------- | ---- | ----------------- | -------------------------- |
| 2     | Piccolo Giro de Lombardía   | 1.2U | Harm Vanhoucke    | Lotto-Soudal U23           |
| 2     | Tour de Eurométropole       | 1.1  | Dylan Groenewegen | LottoNL-Jumbo              |
| 2     | Tour de Vendée              | 1.1  | Nacer Bouhanni    | Cofidis, Solutions Crédits |
| 3     | Giro de Münsterland         | 1.HC | John Degenkolb    | Giant-Alpecin              |
| 4     | Binche-Chimay-Binche        | 1.1  | Arnaud Démare     | FDJ                        |
| 6     | París-Bourges               | 1.1  | Sam Bennett       | Bora-Argon 18              |
| 9     | París-Tours sub-23          | 1.2U | Arvid de Kleijn   | Jo Piels                   |
| 9     | París-Tours                 | 1.HC | Fernando Gaviria  | Etixx-Quick Step           |
| 11    | Premio Nacional de Clausura | 1.1  | Roy Jans          | Wanty-Groupe Gobert        |
| 23    | Chrono des Nations          | 1.1  | Vasil Kiryienka   | Sky                        |

## Clasificaciones finales

### Individual
| Posición | Ciclista            | Equipo | Puntos |
| -------- | ------------------- | ------ | ------ |
| 1.°      | Baptiste Planckaert | WBC    | 1605   |
| 2.º      | Timothy Dupont      | WIL    | 1425   |
| 3.°      | Sonny Colbrelli     | BAR    | 1370   |
| 4.°      | Bryan Coquard       | DEN    | 1333   |
| 5.°      | Dylan Groenewegen   | TLJ    | 1145   |
| 6.°      | Samuel Dumoulin     | ALM    | 1145   |
| 7.°      | Diego Ulissi        | LAM    | 1126   |
| 8.°      | Nacer Bouhanni      | COF    | 1035   |
| 9.°      | Francesco Gavazzi   | AND    | 954    |
| 10.°     | Petr Vakoč          | EQS    | 910    |

### Equipos
| Posición | Equipo                     | Puntos |
| -------- | -------------------------- | ------ |
| 1.º      | Wanty-Groupe Gobert        | 2985   |
| 2.º      | Direct Énergie             | 2964   |
| 3.º      | Cofidis, Solutions Crédits | 2953   |
| 4.º      | Caja Rural-Seguros RGA     | 2683   |
| 5.º      | Wallonie-Bruxelles         | 2469   |

### Países
| Posición | País         | Puntos |
| -------- | ------------ | ------ |
| 1.º      | Bélgica      | 6924   |
| 2.º      | Italia       | 6552   |
| 3.º      | Francia      | 6450   |
| 4.º      | España       | 3468   |
| 5.º      | Países Bajos | 3313   |

### Países sub-23
| Posición | País        | Puntos |
| -------- | ----------- | ------ |
| 1.º      | Italia      | 1094   |
| 2.º      | Francia     | 926    |
| 3.º      | Bélgica     | 881    |
| 4.º      | Reino Unido | 751    |
| 5.º      | Alemania    | 636    |

## Evolución de las clasificaciones
- Nota: Oficialmente las clasificaciones se actualizan cada semana, esta es la lista de la última clasificación publicada de cada mes.[5]

| Fecha            | Clasificación individual | Clasificación por equipos  | Clasificación por países | Clasificación por países sub-23 |
| ---------------- | ------------------------ | -------------------------- | ------------------------ | ------------------------------- |
| 31 de enero      | André Greipel            | Bora-Argon 18              | Italia                   | Bélgica                         |
| 29 de febrero    | Petr Vakoč               | Cofidis, Solutions Crédits | Italia                   | Bélgica                         |
| 31 de marzo      | Petr Vakoč               | Cofidis, Solutions Crédits | Italia                   | Italia                          |
| 30 de abril      | Baptiste Planckaert      | Direct Énergie             | Bélgica                  | Francia                         |
| 31 de mayo       | Bryan Coquard            | Direct Énergie             | Francia                  | Francia                         |
| 30 de junio      | Bryan Coquard            | Direct Énergie             | Francia                  | Francia                         |
| 31 de julio      | Baptiste Planckaert      | Direct Énergie             | Bélgica                  | Francia                         |
| 31 de agosto     | Baptiste Planckaert      | Direct Énergie             | Bélgica                  | Italia                          |
| 30 de septiembre | Baptiste Planckaert      | Direct Énergie             | Bélgica                  | Italia                          |
| 31 de octubre    | Baptiste Planckaert      | Wanty-Groupe Gobert        | Bélgica                  | Italia                          |
| Final            | Baptiste Planckaert      | Wanty-Groupe Gobert        | Bélgica                  | Italia                          |